# Фредольд
Фредольд (Фредоль, Фределон; лат. Fredoldus, фр. Fredol; умер в 873) — архиепископ Нарбона (не позднее 849—873).

## Биография
О происхождении и ранних годах жизни Фредольда сведений в исторических источниках не сохранилось. Первое свидетельство о нём относится к 849 году, когда он уже был главой Нарбонской митрополии. Предполагается, что Фредольд занял нарбонскую кафедру незадолго до этой даты. В средневековых списках нарбонских архиепископов Фредольд упоминается как преемник Берария, последнее достоверное свидетельство о котором датировано 844 годом.
В средневековых источниках Фредольд описывается как человек вспыльчивый и склонный к злоупотреблению своими правами архиепископа. Свой нрав Фредольд проявил уже вскоре после восшествия на нарбонскую кафедру. Посчитав виновным одного священника по имени Гаута (или Ганта), архиепископ Нарбона в 849 году отлучил того церкви. Это было совершено в нарушение церковных канонов: Гаута был священником Эльнской епархии и отлучить его мог только местный епископ Одесинд. Гаута счёл себя невинно пострадавшим от своевольства Фредольда и обратился с жалобой к папе римскому Льву IV. Тот же постановил признать отлучение незаконным. Понтифик также повелел рассмотреть этот случай на поместном соборе франкских иерархов. На этом собрании было зачитано послание папы, обвинявшее Фредольда в превышении власти. При чтении этого папского письма архиепископа Нарбоны охватил такой сильный гнев, что он ударил читавшего послание священника по лицу и объявил, что вопреки требованию Льва IV сохранит наложенное им отлучение на Гауту. Прения между архиепископом и отлучённым священником продолжались несколько лет. Непреклонность Фредольда привела к тому, что в сентябре 852 года он и епископ Одесинд, пошедшие против воли папы римского, сами были отлучены от церкви папским указом. В письме, направленном франкским иерархам по этому поводу, папа писал, что отлучение будет снято сразу же, как только Гауту восстановят в священническом сане. О том, как завершился этот конфликт, в исторических источниках сведений не сохранилось.
По инициативе Фредольда и маркграфа Готии Одальрика 15 февраля 857 года король Западно-Франкского государства Карл II Лысый дал в Кьерзи две дарственные хартии Нарбонской архиепархии. Согласно этим документам, к архиепархии переходили некоторые области в окрестностях Нарбона, а также часть земель вдоль реки Орб.
В сентябре 860 года Фредольд вместе с некоторыми из своих суффраганов (епископами Эром Каркасонским, Гисадом I Уржельским, Дагобертом I Агдским и Адаульфом Барселонским) участвовал в церковном соборе в Туси. На этом собрании, проходившем под председательством архиепископа Гинкмара Реймсского, обсуждались как церковные, так и светские вопросы. Среди первых — укрепление церковной дисциплины и некоторые теологические разногласия того времени (в первую очередь, связанные с вероучением о предопределении, пропагандировавшимся Готшальком из Орбе), среди вторых — спор о несостоявшемся браке между графом Клермона Этьеном и дочерью графа Тулузы Раймунда I.
В июне 865 года самовластие Фредольда снова стало предметом рассмотрения на поместном синоде Нарбонской митрополии. На нём председательствовали сам Фредольд и один из его суффраганов, епископ Безье Аларих. В этот раз на архиепископа жаловались насельники аббатства Святого Петра и Святого Павла в Кон-Минервуа. По словам аббата Эгики, люди Фредольда во главе с нарбонским архидиаконом Вулфирием ворвались в обитель и вопреки данным ранее привилегиям забрали из монастыря зерно и вино в счёт церковной десятины. Хотя на соборе захватчики монастырского имущества признались, что действовали так по указанию архиепископа, Фредольд категорически отверг предъявленные ему обвинения. Участники собрания, вероятно, не желая нанести урон престижу митрополита, постановили, что слуги Фредольда должны компенсировать все понесённые аббатством убытки. В то же время на синоде архиепископу Нарбона было предоставлено право взимать десятину на своё содержание не только лично, но и через специально назначенных для этого священников. Исполнил ли Фредольд соборные постановления, точно не известно. Однако уже после его смерти братия аббатства в Кон-Минервуа жаловалась, что архиепископ остался должен обители значительную денежную сумму за полученные им зерно, вино и лошадей.
Ещё одна дарственная хартия, упоминающая Фредольда, была дана в августе 871 года королём Карлом II Лысым аббатству Эксала в Конфлане.
Фредольд скончался в 873 году. Одна из хартий, датированная 23 апреля того года, называет его недавно умершим. Преемником Фредольда в архиепископском сане был Сигебод.